# والتر جان
والتر جان (بالإنجليزية: Walter Cahn)‏ هو مختص في الدراسات القروسطية ‏ أمريكي، ولد في 24 سبتمبر 1933 في كارلسروه في ألمانيا.